# La Corne d'Or
Ne doit pas être confondu avec Les Cornes d'or.
Pour plus de détails, voir Fiche technique et Distribution.
La Corne d'Or est un film français réalisé par Maurice Pialat, sorti en 1964.

## Synopsis
Dans la ville des sultans et des harems, mais aussi de la misère en coulisses, à l'époque durant laquelle les différentes communautés vivaient en bonne entente.

## Fiche technique
- Titre : La Corne d'Or
- Réalisation : Maurice Pialat
- Texte de Gérard de Nerval dit par André Reybaz
- Société de production : Como-Films
- Photographie : Willy Kurant
- Musique : Georges Delerue
- Lieu de tournage : Istanbul
- Pays de production : France
- Format : Noir et blanc - Mono - 35 mm
- Durée : 13 min
- Date de sortie : 
  - France : 1964
- Visa : 27461